# رادرفورد، کالیفرنیا
رادرفورد (به انگلیسی: Rutherford) یک منطقهٔ مسکونی در ایالات متحده آمریکا است که در شهرستان ناپا، کالیفرنیا واقع شده‌است. رادرفورد ۴٫۳۶۱ کیلومتر مربع مساحت و ۱۶۴ نفر جمعیت دارد.